# Abbott Payson Usher
Abbott Payson Usher (Lynn, 1883 – Salem, 18 de junio de 1965) fue un historiador económico e hispanista estadounidense.

## Biografía
Era hijo de empresario promotor de la electrificación del ferrocarrill en Massachussets.
Estudiante de la Universidad de Harvard, se licenció en 1904 y en 1910 logró su doctorado en la misma institución con una tesis sobre el mercado del grano francés. Posteriormente trabajó en la facultad de Cornell hasta 1920 que acepta un puesto en la Universidad de Boston. Finalmente, tras la retiro del titular Edwin Francis Gay, en 1922 se une al departamento de economía de la Universidad de Harvard donde permaneció durante los siguientes treinta añoshasta su jubilación en 1949. Dentro de esas tres décadas, entre 1936 y 1949 estuvo como catedrático de historia económica de Europa.
A finales de la década de 1920 Usher, junto con el historiador estadounidense Lewis Mumford y el historiador del arte suizo Sigfried Giedion comenzaron a investigar sistemáticamente las consecuencias sociales de la tecnología. En su libro titulado A History of Mechanical Inventions (Una historia de las invenciones mecánicas), Usher argumentó que la innovación tecnológica era un proceso lento y colectivo con muchas contribuciones, que no dependía del genio de los grandes inventores.
Usher formó «parte de un grupo de hispanistas de Harvard integrado por Clarence H. Haring (1885-1960), Julius Klein (1886-1961), Roland D. Hussey (1897-1959), Earl J. Hamilton (1899-1989), Miron Burgin (1900-1957), Lewis Hanke (1905-1993) o, más tarde, Howard F. Cline (1915-1971), entre otros. De este grupo surgieron los estudios del modernismo español y de la historia hispanoamericana, con revistas de relieve como Hispanic American Historical Review. Seguían la estela de interés hispánico de Archibald C. Coolidge (1866-1928) y Roger B. Merriman (1876-1945), del departamento de Historia de Harvard, y de Edwin F. Gay (1867-1946), del departamento de economía de la misma universidad y maestro principal de Usher.»

## Publicaciones
Fue un especialista con intereses variados:
- The History of the Grain Trade in France, 1400–1710. Harvard University Press. 1913. ISBN 0-374-98063-2. Es un libro donde aborda el desarrollo de los mercados mayoristas de cereales.[5]
- An introduction to the industrial history of England. Houghton Mifflin. 1920.
- A History of Mechanical Invention. McGraw-Hill. 1929. (Harvard University Press, 1954; Dover Publications, 1988 ISBN 0-486-25593-X). En este libro desarrolla su teoría general sobre la invención y la innovación tecnológica.[5] Se tradujo al español en 1941[3]como Historia de las invenciones mecánicas (México, Fondo de Cultura Económica).[10]
- The early history of deposit banking in Mediterranean Europe. Harvard Economic Studies 75. Harvard University Press. 1943. Cuya primera parte estudia el desarrollo de las letras de cambio y en la segunda parte se dedica al estudio de la banca catalana desde 1240 a 1723.[5] Esta obra, dentro de su faceta de historiador económico, es, al mismo tiempo, ejemplo de «su interés preferente por temas europeos y sobre una base documental» para la cual se documentó con estancias de trabajo en archivos de Francia (1906) y España (1929). Lograba además con ello romper con «la historia subordinada al modelo británico de fases económicas hacia la industrialización o frente al escepticismo sobre estructuras del capitalismo moderno en territorios de confesión católica» poniendo de relieve «la importancia del estudio de fuentes documentales para superar apriorismos centenarios sobre el surgimiento de los estados nacionales en Europa.»[11]

## Premios y homenajes
La Sociedad para la Historia de la Tecnología (Society for the History of Technology, SHOT) ha otorgado el Premio Abbot Payson Usher en su honor anualmente desde 1961.
En 1963, Usher recibió la Medalla Leonardo da Vinci de la Sociedad de Historia de la Tecnología (SHOT). Su hija Miriam Usher Chrisman fue una destacada historiadora de la Reforma alemana.